# Постійні представники Німеччини при Організації Об'єднаних Націй
Постійні представники Федеративної Республіки Німеччини при Організації Об'єднаних Націй в Нью-Йорку.
Федеративна Республіка Німеччина була прийнята до складу ООН в якості спостерігача в 1955 році. Німецька Демократична Республіка була визнана спостерігачем у 1972 році. 
18 вересня 1973 року обидві країни були визнані повноправними членами Організації Об'єднаних Націй Генеральною Асамблеєю, згідно з рекомендацією Ради Безпеки, Резолюція № 335 від 22 червня 1973 року. 
3 жовтня 1990 року після об'єднання Німеччини, її інтереси в ООН представляє Постійний представник Федеративної Республіки Німеччина.

## Постійні представники Німеччини при ООН
| Прізвище                 | Фото | термін    | Примітки              |
| ------------------------ | ---- | --------- | --------------------- |
| Ганс Ріессер             |      | 1952–1955 | Спостерігач           |
| Фелікс Еккарт            |      | 1955–1956 | Спостерігач           |
| Георг Бройч-Опперт       |      | 1956–1958 | Спостерігач           |
| Карл Вернер Дякую        |      | 1958–1960 | Спостерігач           |
| Карл Генріх Кнаппштейн   |      | 1960–1962 | Спостерігач           |
| Сигізмунд фон Браун      |      | 1962–1968 | Спостерігач           |
| Александер Бокер         |      | 1968–1971 |                       |
| Вальтер Гелхофф          |      | 1971–1974 | Спостерігач           |
| Рюдігер Вечмар           |      | 1974–1981 | Постійний представник |
| Гюнтер ван Віл           |      | 1981–1984 | Постійний представник |
| Ганс Вернер Лаутеншлагер |      | 1984–1987 | Постійний представник |
| Александр Вартенбург     |      | 1987–1989 | Постійний представник |
| Ганс-Отто Брейтугам      |      | 1989–1990 | Постійний представник |
| Детлев Ранцау            |      | 1990–1995 | Постійний представник |
| Тоно Ейтель              |      | 1995–1998 | Постійний представник |
| Дітер Каструп            |      | 1998–2001 | Постійний представник |
| Ганнс Генріх Шумахер     |      | 2001–2002 | повірений у справах   |
| Гюнтер Плюгер            |      | 2002–2006 | Постійний представник |
| Томас Матусек            |      | 2006–2009 | Постійний представник |
| Петер Віттіг             |      | 2009–2014 | Постійний представник |
| Гаральд Браун            |      | 2014–2017 | Постійний представник |
| Крістоф Гойсґен          |      | 2017—2021 | Постійний представник |
| Антьє Леендерце          |      | з 2021    | Постійний представник |